# 호남학원
학원법인 호남학원(學校法人 湖南學院)는 전북특별자치도 정읍시에 위치한 학교법인이다. 박명규가 설립하였다.
현 이사장은 최월란이다. 호남고등학교와 호남중학교를 운영하고 있다.